# Lorenzo Montt
Lorenzo Montt Montt (Santiago, 6 de diciembre de 1866-Ibidem, 6 de febrero de 1930), fue un abogado, diputado y ministro de estado chileno.

## Primeros años de vida
Fue hijo de don Ambrosio Montt Luco y de doña Luz Montt Montt, a través de su madre fue nieto del presidente Manuel Montt Torres. Fue nieto por línea paterna, del político Lorenzo Montt y Pérez de Valenzuela. Se tituló de abogado en 1888 y se dedicó a su profesión en Valparaíso, donde instaló su bufete; fue abogado particular del comercio porteño. Más adelante, se dedicó a estudiar las materias políticas y se inscribió en el Partido Liberal Doctrinario.
Se casó con Rosa Wilms Brieba y dejó por descendencia a: Rosa, Teresa y Ambrosio Montt Wilms.A través de su hijo Ambrosio, fue abuelo de Manuel Montt Balmaceda, fundador y rector de la Universidad Diego Portales y de Marta Montt Balmaceda, la primera supermodelo chilena.

## Vida pública
En 1893 fue jefe de la Sección Diplomática y Consular del Ministerio de Relaciones Exteriores. En 1905, fue elegido primer alcalde de Valparaíso.
En 1918 fue candidato a diputado y resultó elegido por Valparaíso y Casablanca, período 1918-1921; integró la Comisión Permanente de Relaciones Exteriores y Colonización; y la Comisión Conservadora para el receso 1918-1919 y 1919-1920. Durante su actuación como diputado se convirtió en un líder de la Alianza Liberal y sirvió de puente de unión entre los moderados de su grupo y el grueso de los conservadores y balmacedistas.
Fue nombrado ministro de Justicia e Instrucción Püblica, hacia el tiempo final de la presidencia de don Juan Luis Sanfuentes Andonaegui, el 1° de julio de 1920, cargo que desempeñó hasta el 23 de diciembre del mismo año, fecha en que asumió la presidencia de la República, don Arturo Alessandri Palma.
Luego, sus correligionarios lo denominaron candidato a senador, pero no resultó elegido. Tuvo la Cátedra de  Derecho Internacional en la Universidad del Estado y fue vicepresidente de la Compañía industrial; en estos cargos influyó con su tendencia política.
Después del fracaso electoral, se retiró de la política y se dedicó solo a su profesión.
Entre otras actividades, fue secretario del directorio de la Sociedad Chilena de Fósforos Diamantes en 1902; y vicepresidente de la Compañía Industrial, en 1923.  
Afectado de un problema cardíaco, se alejó de las labores forenses a la vida privada. Y vivió sus últimos años en Santiago, donde falleció.